# Сарабьянов, Андрей Дмитриевич
Андре́й Дми́триевич Сарабья́нов (род. 30 декабря 1949) — советский и российский историк искусства, искусствовед, эксперт живописи, издатель. Исследователь и эксперт живописи русского авангарда. Автор-составитель (совместно с Василием Ракитиным) и научный редактор трёхтомной «Энциклопедии русского авангарда», готовившейся к изданию пятнадцать лет и опубликованной в 2013—2014 годах.

## Биография
Андрей Сарабьянов родился 30 декабря 1949 года. Окончил отделение истории и теории искусства исторического факультета Московского государственного университета имени М. В. Ломоносова.
В конце 1980-х годов, получив в РГАЛИ списки рассылки конца 1910-х — начала 1920-х годов живописных работ русского авангарда по провинциальным музеям, посетил в течение полутора лет около двадцати городов, где хранились (или были уничтожены) эти работы. В 1992 году опубликовал книгу «Неизвестный русский авангард в музеях и частных коллекциях»,
благодаря которой были возвращены в публичный оборот около двухсот полотен русских авангардистов первого ряда. В частности, благодаря Сарабьянову из запасников были выведены авангардные собрания музеев в Астрахани, Кирове, Слободском.
Генеральный директор литературно-художественного агентства и издательства RA («Русский авангард»).
В 2005 году защитил диссертацию на соискание учёной степени кандидата искусствоведения на тему «Владимир Баранов-Россине. Жизнь и творчество».
Участник пресс-конференции в Москве в 2011 году (совместно с Петром Авеном и Ириной Вакар), на которой было заявлено о примерно трёхстах подделках Натальи Гончаровой, опубликованных в монографии Эндрю Партона «Гончарова: искусство и дизайн Наталии Гончаровой» и первом томе каталога-резоне Дениз Базету «Наталия Гончарова: её творчество между традицией и современностью».
Автор-составитель (совместно с Василием Ракитиным) и научный редактор трёхтомной «Энциклопедии русского авангарда», готовившейся к изданию пятнадцать лет и опубликованной в 2013—2014 годах.
Владеет французским и английским языками.

### Семья
- Дед — Владимир Николаевич Сарабьянов (1886—1952), советский философ, историк, экономист.
- Родители:
  - Отец — Дмитрий Владимирович Сарабьянов (1923—2013), советский и российский искусствовед.
  - Мать — Елена Борисовна Мурина (1925—2021), советский и российский искусствовед.
- Брат — Владимир Дмитриевич Сарабьянов (1958—2015), советский и российский реставратор древнерусской живописи, искусствовед.
- Жена — Наталья Ивановна Бруни, внучка Льва Бруни, правнучка Константина Бальмонта[7].
- Дети:
  - Анна Андреевна Сарабьянова (р. 1973).
  - Николай Андреевич Сарабьянов (р. 1979) — российский музыкант, композитор.
  - Андрей (Дюдя) Андреевич Сарабьянов (р. 1980) — российский художник[8][9].
  - Елена Андреевна Сарабьянова (р. 1984).

## Участие в творческих и общественных организациях
- Член российской секции Международной ассоциации художественных критиков (AICA)[2]
- Член Союза художников России[2]
- Член Международного фонда Казимира Малевича (1993—1999)[2]
- Член Ассоциации искусствоведов (АИС)[2]
- Член экспертного совета Фонда Иосифа Бродского[2]

## Фильмография
- 2004 — «Улица Малевича» (документальный фильм, 52 минуты)